# Сабуров, Андрей Александрович (1837)
Андре́й Алекса́ндрович Сабу́ров (18 [30] августа 1837, Сабуро-Покровское, Тамбовская губерния — 10 [23] марта 1916, Петроград) — министр народного просвещения Российской империи (1880-1881), статс-секретарь (1880), действительный тайный советник (1898). Основатель Российского общества защиты женщин, председатель Петроградского дома милосердия.

## Биография
Принадлежал к древнему, некогда боярскому роду Сабуровых, внесённому в 6-ю часть дворянской родословной книги Тамбовской губернии. Родился 18 (30) августа 1837 года в селе Покровское (Сабурово) Козловского уезда Тамбовской губернии — в семье декабриста Александра Ивановича Сабурова и Александры Петровны Векентьевой. Младший брат П. А. Сабурова.
Образование получил в Александровском лицее, который окончил в 1857 году. Службу начал 5 января 1858 года в канцелярии Комитета министров с чином титулярного советника с 28 декабря 1857 года. С 28 апреля 1859 года был командирован во 2-е отделение Министерства юстиции; 1 июня 1860 года назначен старшим помощником столоначальника. В 1861 году: 23 апреля был пожалован в камер-юнкеры Высочайшего Двора, а 27 мая произведён в коллежские асессоры; 23 декабря 1862 года получил орден Св. Анны 3-й степени.
В 1863—1864 годах был директором попечительного комитета о тюрьмах. С 1864 года — обер-секретарь 2-го отделения 5-го Департамента Сената; надворный советник с 27 мая 1865 года. С 1866 года — обер-секретарь Уголовного кассационного департамента Сената, а затем — товарищ председателя Санкт-Петербургского окружного суда. Его резюме, обращённые к присяжным, по справедливости считались образцовыми. С 1869 года одновременно состоял членом комиссии при Святейшем Синоде о преобразовании суда в духовном ведомстве. С 1870 года — товарищ обер-прокурора уголовно-кассационного департамента Сената, с 1872 — вице-директор Департамента Министерства юстиции,

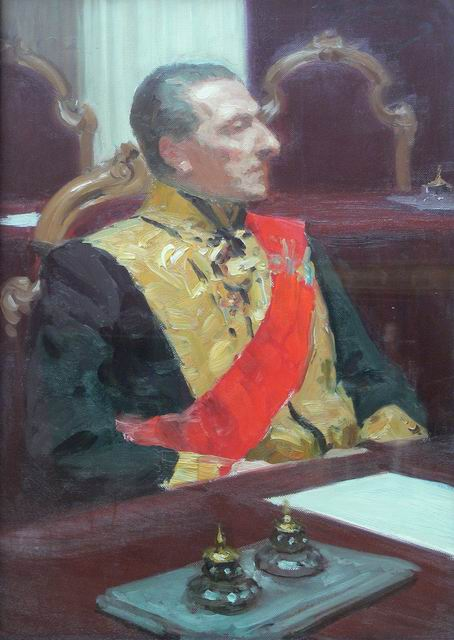
Портретный этюд И. Репина к картине «Торжественное заседание Государственного Совета».

Произведён за выслугу лет в коллежские советники 30 сентября 1871 года и в статские советники 9 декабря; за отличия произведён 14 декабря 1872 года в действительные статские советники.
В 1875 году, с 31 мая Сабуров был назначен попечителем Дерптского учебного округа, которым управлял до 1880 года. Избран почётным членом учёного эстляндского общества 10 октября 1876 года. Произведён в тайные советники 1 января 1879 года.
Пожалован в статс-секретари 24 апреля 1880 года. Избран почётным членом Императорской Академии наук 29 декабря 1880 года. Избран почётным членом Археологического института 11 февраля 1881 года. Чин действительного тайного советника получил 1 января 1898 года.

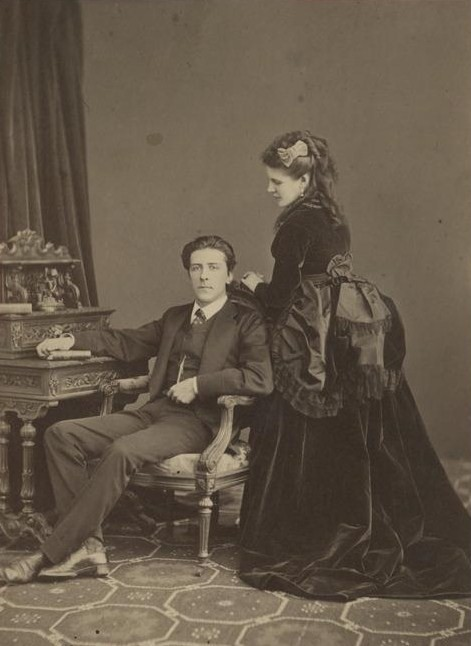
Супруги Сабуровы

С апреля 1880 года по март 1881 года управлял Министерством народного просвещения. В связи с его назначением военный министр Д. А. Милютин, отмечая слабость характера и простодушие Сабурова записал в дневнике: «А. А. Сабуров — хороший, доброжелательный и честный человек; но он не в силах будет долго удержаться на своем посту». Санкт-Петербургский университетский акт 8 февраля 1881 года был отмечен студенческой демонстрацией против министра, ему было нанесено публичное оскорбление в виде пощёчины.
В апреле 1881 года, после отставки с поста министра просвещения, Сабуров был назначен сенатором: заседал в первом и гражданском кассационных департаментах Сената и был первоприсутствующим в 4-м департаменте.
В 1899 году назначен членом Государственного совета, по департаменту законов. После реформы Госсовета (1906) — член по назначению; один из лидеров Группы центра. С 24 мая 1906 года по 28 января 1916 года состоял председателем 1-го департамента.
Был одним из основателей (1900) и вице-председателем (1900—1916) Российского общества защиты женщин, целью которого являлось «содействие предохранению девушек и женщин от опасности быть вовлечёнными в разврат и возвращению уже падших женщин к честной жизни».
Скончался 10 (23) марта 1916 года в Петрограде в своём доме № 26 на Воскресенской набережной (ныне — Шпалерная улица).

## Награды
- орден Св. Анны 3-й ст. (23.12.1862)
- орден Св. Владимира 3-й ст. (01.11.1869)
- орден Св. Анны 1-й ст. (01.07.1875)
- орден Св. Владимира 2-й ст. (01.01.1883)
- орден Белого Орла (01.01.1888)
- орден Св. Александра Невского (1893); бриллиантовые знаки к ордену (01.01.1903)
- орден Св. Владимира 1-й ст. (1907)

## Семья

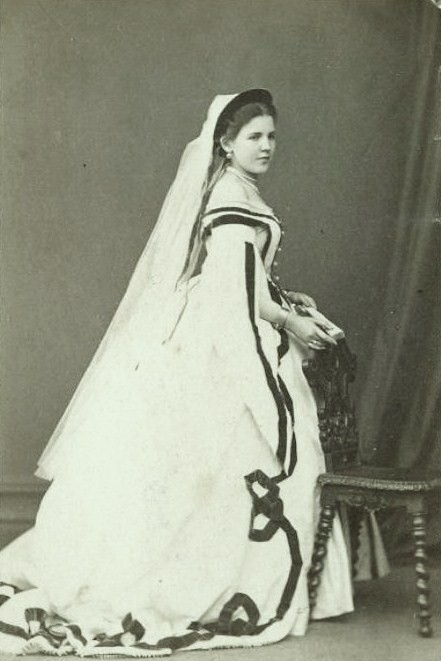
Елизавета Владимировна

Жена (08.09.1868; Висбаден) — графиня Елизавета Владимировна Соллогуб (1847—1932), дочь графа Владимира Александровича Соллогуба (1813—1882) от брака его с графиней Софьей Михайловной Виельгорской (1820—1878). По отзыву современника, Леля Сабурова, или, как называл её отец «Vivace» (живой) Владимировна, была само оживление, неисчерпаемое в своих затеях. Её литературный салон в Петербурге посещали не только представители художественной интеллигенции, но и члены императорской фамилии. А. К. Толстой посвятил ей стихотворение «Не ветер, вея с высоты», музыку к которому написал Н. А. Римский-Корсаков. Состояла председательницей совета Петербургского дома милосердия, собирала работы русских мастеров и фарфор. После революции жила в скромной квартире в Москве, в 1928 году эмигрировала во Францию. Умерла в Русском доме в Сент-Женевьев-де-Буа и похоронена на местном кладбище. В браке имела дочерей:
- Софья (1869—1886), умерла от туберкулёза, похоронена в семейной усыпальнице в имение «Александровка».
- Мария (01.12.1870—1964), фрейлина, благотворительница, во время революции пережила арест, жила в эмиграции.
- Александра (16.10.1872—1937), замужем за С. И. Шидловским; у них пятеро детей.
- Ксения (1880—1885), умерла от дифтерии.